# اشر (اکلاهما)
اشر(به انگلیسی: Asher) شهری در ایالت اکلاهما کشور ایالات متحده آمریکا است که جمعیت آن در سرشماری سال ۲۰۱۰ میلادی، ۳۹۳ نفر بوده‌است.

## نگارخانه

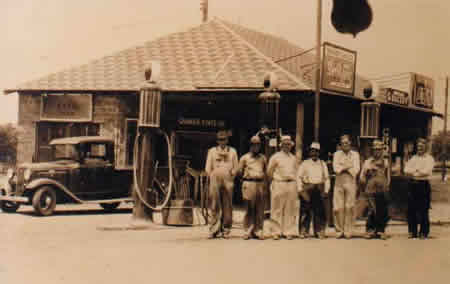
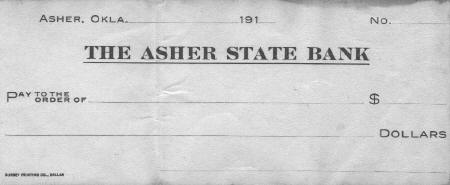
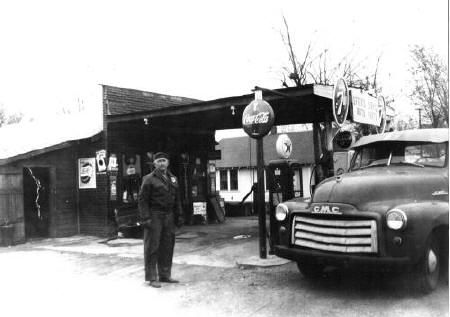
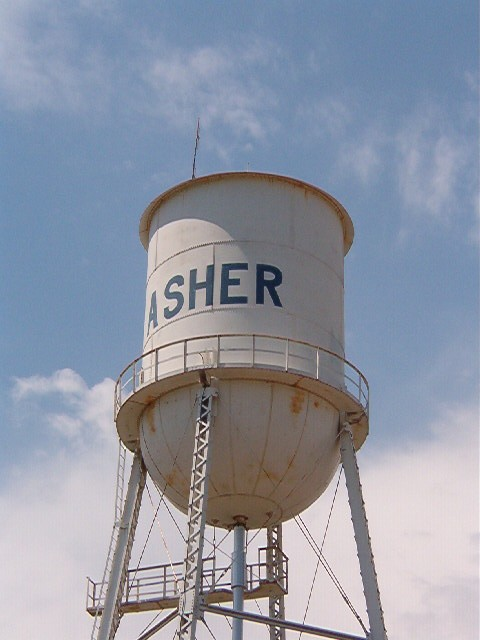
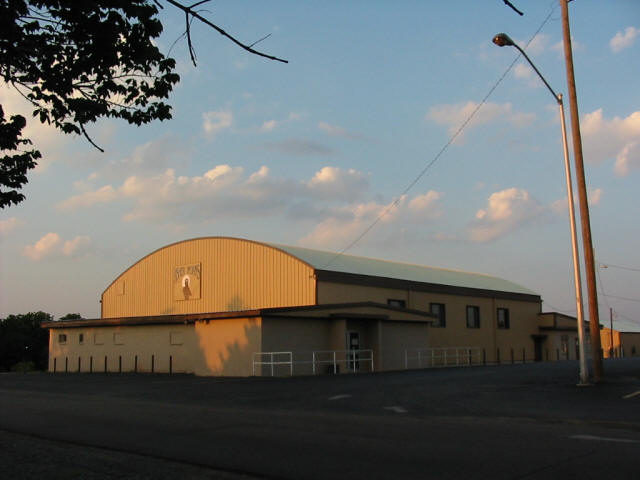
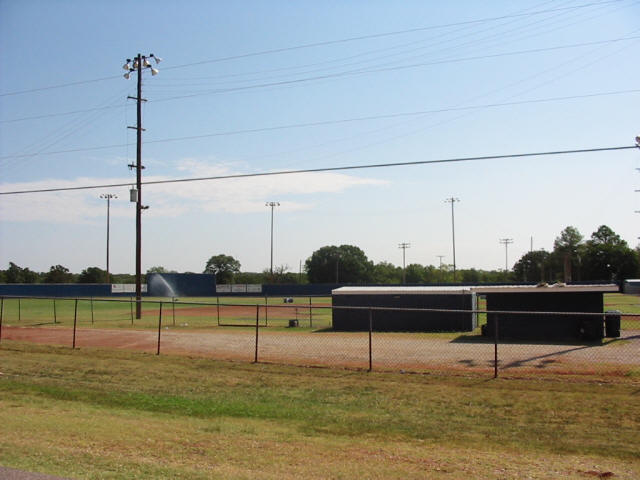